# Am Salzhaff
Am Salzhaff est une commune de l'arrondissement de Rostock, Land de Mecklembourg-Poméranie-Occidentale.

## Géographie
Le nom de la commune vient de Salzhaff, une baie de la mer Baltique, séparée de la mer par la péninsule de Wustrow.
La commune est à la frontière avec l'arrondissement du Mecklembourg-du-Nord-Ouest, à 22 km de Wismar.
La commune regroupe les quartiers de Klein Strömkendorf, Pepelow, Rakow et Teßmannsdorf.

## Histoire
La commune est créée le 13 juin 2004 par le regroupement de Pepelow et Rakow.

## Source, notes et références
- (de) Cet article est partiellement ou en totalité issu de l’article de Wikipédia en allemand intitulé « Am Salzhaff » (voir la liste des auteurs).